# Kościół św. Marcina Biskupa w Straszewie
Kościół Świętego Marcina Biskupa w Straszewie – rzymskokatolicki kościół parafialny we wsi Straszewo, w gminie Koneck, w powiecie aleksandrowskim, w województwie kujawsko-pomorskim. Należy do dekanatu aleksandrowskiego.

## Architektura
Jest to budowla drewniana, wybudowana w 1781 roku, orientowana, posiada konstrukcję zrębową, oszalowana. Prezbiterium jest zamknięte trójbocznie. Przy nim mieści się murowana zakrystia z dwoma pomieszczeniami, wybudowana w latach 1878–1880. Szersza nawa o kształcie zbliżonym do kwadratu, posiada niewielką kruchtę od strony południowej i dużą od strony zachodniej dostawioną w połowie XIX stulecia. Dlatego wieża jest nietypowo usytuowana. Z tej kruchty wchodzi się schodami na chór. Pierwotne wejście znajdowało się pod chórem w nawie głównej. Wnętrze nawy pokryte jest pozornym sklepieniem odcinkowym, z okrągłymi odcinkami bocznymi w nawie, oddzielonymi przez profilowane podciągi wzdłużne, podparte przez dwa ośmioboczne słupy. Nad chórem muzycznym mieści się strop płaski, oddzielony ścianą tarczową. 

## Wyposażenie
Ołtarz główny w stylu rokokowym wykonany po 1780 roku, odnowiony w 1894 roku. W ołtarzu jest umieszczony obraz św. Marcina i rzeźby świętych: Jana Ewangelisty i Jana Chrzciciela. W zakończeniu jest umieszczona rzeźba św. Michała Archanioła z XVIII stulecia.
Ołtarz boczny lewy w stylu rokokowym w formie ramy z figurami dwóch aniołów i obrazem Matki Bożej Częstochowskiej. Ołtarz boczny prawy, w stylu rokokowym z XVIII stulecia z figurami dwóch aniołów adorujących i obrazem ludowym "Przemienienie Pańskie" z 1806 roku z herbem Nałęcz i literami APPS. W zakończeniu w medalionie jest umieszczony Jezus błogosławiący
z przełomu XVIII i XIX stulecia. Na ołtarzu jest umieszczone tabernakulum z XVIII stulecia. Na nim stoi drewniana figurka Jezusa Miłosiernego wykonana w 1996 roku przez Piotra Wiśniewskiego z Nieszawy z dębowego kawałka uzyskanego z rozbieranych części tężni w Ciechocinku.